# Tähtvere (plaats)
Tähtvere (Duits: Techelfer) is een plaats in de Estlandse gemeente Tartu (die naast de stad Tartu nog twaalf andere plaatsen omvat), provincie Tartumaa. De plaats heeft 167 inwoners (2021) en heeft de status van dorp (Estisch: küla).
Tot in 2017 hoorde Tähtvere bij de gemeente Tähtvere, waarvan het overigens niet de hoofdplaats was. Dat was Ilmatsalu. In 2017 werd de landgemeente Tähtvere bij de stadsgemeente Tartu gevoegd.
Er is ook een stadswijk van Tartu die Tähtvere heet. Het dorp wordt meestal Tähtvere küla genoemd, ter onderscheid van de wijk. Het dorp ligt ten noorden van de wijk, aan de rivier Emajõgi. Aan de overkant ligt Vahi.

## Geschiedenis
Het dorp ligt op het terrein van het landgoed Tähtvere, dat voor het eerst werd genoemd in 1519. Het landgoed was oorspronkelijk eigendom van de bisschop van Tartu; later kwam het in handen van een reeks Baltisch-Duitse families. Het landhuis van het landgoed ligt nu in de stadswijk.
Tähtvere als nederzetting op het landgoed ontstond pas in de jaren twintig van de 20e eeuw.